# NGC 3009
NGC 3009 في الفهرس العام الجديد، هي مجرة، تقع في كوكبة الدب الأكبر. اكتشفت في 17 مارس 1828 بواسطة جون هيرشل.

## روابط خارجية
- NGC 3009 على موقع ويكي سكاي: DSS2, SDSS, GALEX, IRAS, Hydrogen α, X-Ray, Astrophoto, Sky Map, Articles and images